# جاك ميرفي (مدرب كرة سلة)
جاك ميرفي (بالإنجليزية: Jack Murphy)‏ هو مدرب كرة سلة أمريكي، ولد في 25 يوليو 1979 في لاس فيغاس في الولايات المتحدة.

## روابط خارجية
- جاك ميرفي على موقع كلية كرة السلة في سبورتس رفرنس.كوم (الإنجليزية)